# 吉列尔梅·吉多
吉列尔梅·奥古斯托·吉多（葡萄牙語：Guilherme Augusto Guido，1987年2月12日—），巴西男子游泳运动员，2018年世界短池游泳锦标赛男子4×50米混合泳接力铜牌得主、2019年泛美运动会混合4×100米混合泳接力金牌得主、男子100米仰泳和男子4×100米混合泳接力银牌得主。